# Borsányi Julián
Borsányi Julián (Böhm) (Máramarossziget, 1903. október 1. – München, 1992. november 24.) katona, hadtörténész, újságíró.

## Életpályája
1922–1926 között a Ludovika Akadémia hallgatója volt. 1926-ban, Budapesten katonai főiskolát végzett, majd a József Nádor Műszaki és Gazdaságtudományi Egyetemen gépészmérnöki diplomát szerzett. 1926-ban Budapesten katonai szolgálatba lépett. 1926–1941 között a Honvédelmi Minisztérium Légügyi Főcsoportfőnökségén és az Országos Légoltalmi Intézetben szolgált. 1941–1944 között a Légoltalmi Közlemények szerkesztőjeként is tevékenykedett. 1941–1945 között az Országos Légvédelmi Parancsnokság osztályvezetője volt. 1945-ig százados, majd hadiműszaki törzskari alezredes volt. 1945-ig a József Nádor Műszaki és Gazdaságtudományi Egyetem meghívott előadója és a budapesti rádió honvédelmi negyedóráinak társszerkesztője volt. 1945 után Németországban telepedett le. 1951–1969 között a müncheni Szabad Európa Rádió munkatársa, 1955–1969 között katonapolitikai szakértője volt. 1992-ben ezredessé léptették elő.

### Munkássága
1930–1940 között a légvédelem fegyvertechnikai és műszaki kérdéseivel foglalkozott. Ezután Magyarország XX. századi hadtörténete és a II. világháború története felé fordult. Kutatásokat végzett az 1941. évi kassai bombatámadással kapcsolatban. 1956-os forradalom alatt elsősegély-nyújtási tanácsokat adott és harca buzdította a szabadságharcosokat. Írásai az emigrációban elsősorban a Hadak Útján, a Nemzetőr, az Új Európa és az Új Látóhatár című lapokban jelentek meg.

## Művei
- Ideiglenes útmutatás a légoltalom végrehajtására (Összeállította; Budapest, 1936; 2. átdolgozott kiadás: 1937)
- Védenek-e a lakóházak légoltalmi óvóhelyei? (Budapest, 1940)
- A korszerű légiháború fegyverei és a gyakorlati védekezés lehetőségei: a lakóházak légoltalma, az ipari légoltalom elvei (Kazinczy Gáborral, Tisza Vincével; Budapest, 1942)
- Das Rätsel des Bombenangriffes auf Kaschau 26. Juni 1941. Wie wurde Ungarn in den Zweiten Weltkrieg hineingerissen? Ein dokumentarischer Bericht (Studia Hungarica; München, 1978)
- Die neueren östlichen Veröffenntlichungen und westlichen Erkenntnisse über den „Casus Belli” von Kassa am 26. Juni 1941. (Ungarn-Jahrbuch. München, 1982)
- A magyar tragédia kassai nyitánya. Az 1941. június 26-i bombatámadás dokumentációja (Studia Hungarica; München, 1985)